# Alfred Swahn
Alfred Swahn (n. 20 august 1879, Uddevalla, Gothenburg and Bohus County⁠(d), Suedia – d. 16 martie 1931, Täby parish⁠(d), Comitatul Stockholm, Suedia) a fost un trăgător de tir ce a reprezentat Suedia, medaliat olimpic. A participat la 4 ediții ale Jocurilor Olimpice (1908, 1912, 1920, 1924) în care a câștigat 3 medalii de aur, 3 medalii de argint și 3 medalii de bronz.